# Handels- und Gewerbekammer Prag

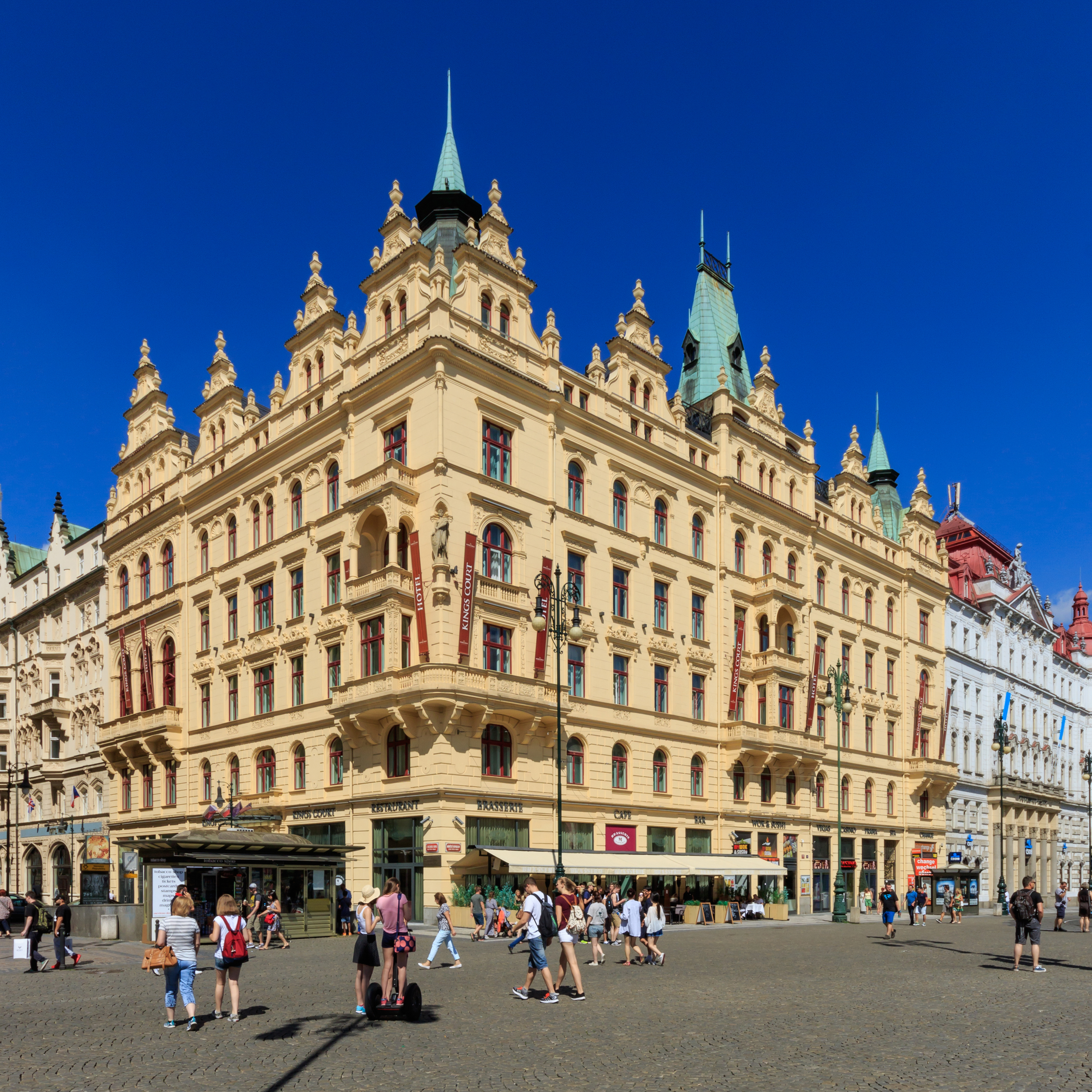
Gebäude der Handelskammer in Prag

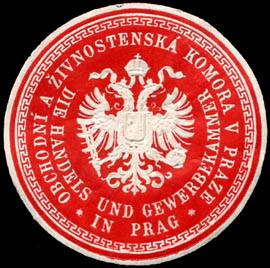
Siegelmarke Die Handels- und Gewerbekammer in Prag

Die Handels- und Gewerbekammer Prag (tschechisch: živnostenská komora v Praze) war in Österreich-Ungarn die Handels- und Gewerbekammer in Prag.

## Entstehung
Mit dem Gesetz über die Errichtung von Handels- und Gewerbekammern vom 18. März 1850 wurden im Kaisertum Österreich Handels- und Gewerbekammern eingerichtet, darunter die Handels- und Gewerbekammer Prag. Sie hatten die Aufgaben von Handelskammern.
Neben der Kammer in Prag wurden für Böhmen die Kammern in Reichenberg, Eger, Pilsen und Budweis eingerichtet. In Mähren waren dies die Kammern in Brünn und Olmütz und in Galizien und Lodomerien die Handels- und Gewerbekammer Troppau.
Mit dem Gesetz vom 29. Juni 1868 betreff die Organisierung der Handels- und Gewerbekammern wurde die Kammerorganisation im Grund bestätigt und die Aufgaben neu definiert.

## Aufgaben
Die Kammern sollten die Wünsche und Vorschläge der Wirtschaft beraten und den Ministerien und Behörden eigenverantwortlich vortragen. Sie erstellten Stellungnahmen zu Gesetzesvorlagen der Regierung soweit diese kommerzielle oder gewerbliche Interessen betrafen. Auch konnte die Regierung die Kammern um Stellungnahmen zu wirtschaftlichen Fragen auffordern.
Die Kammern führten die Wahlregister über die Wahlberechtigten zur Handels- und Gewerbekammer, die Marken- und Muster-Archive und die Gewerbeanmeldungen. Sie erhoben die Daten zur Gewerbestatistik. An der Prüfung und Ernennung der Waren- und Wechselmakler, der Börsenräte und der Handelsgerichtsbeisitzer wirkten die Kammern mit. Die Kammern konnten in gewerblichen Verträgen als Schiedsgerichte benannt werden.
Jede Kammer musste jährlich einen umfangreichen Bericht an das Handelsministerium abgeben, in der die Lage der Wirtschaft im Kammerbezirk geschildert wurde. In fünfjährigem Rhythmus wurde von den Kammern eine Gewerbestatistik geliefert.
Das Kunstgewerbemuseum in Prag wurde 1885 durch die Handels- und Gewerbekammer Prag als Kunstgewerbliches Museum gegründet.

## Organisation
Die Handels- und Gewerbekammern unterstanden dem Handelsministerium und mussten dessen Weisungen umsetzen. Sie gliederten sich intern in eine Handel- und eine Gewerbesektion (zum Gewerbe gehörte auch der Bergbau).
Die Kammern bestanden aus 16 bis 48 wirklichen Mitgliedern. Die genaue Mitgliederzahl wurde vom Handelsministerium in Anhängigkeit von der Größe des Kammerbezirks festgelegt. Die Kammer in Prag hatte 48 Sitze. Daneben konnte die Kammer noch weitere Mitglieder (ohne Stimmrecht) als „correspondierene Mitglieder“ kooptieren.
Die Wahl der Mitglieder erfolgte durch direkte Wahl durch die Handels- und Gewerbetreibenden bzw. die Vorstände bei Kapitalgesellschaften im Kammerbezirk. Die Amtsdauer lag bei sechs Jahren. Revolvierend wurde alle drei Jahre die Hälfte der Kammer gewählt. Es galt ein Zensuswahlrecht: Großhandels- und Industrieunternehmen waren nur Wahlberechtigt, wenn sie Erwerbssteuern von 100 Gulden zahlten, für andere Unternehmen galten geringere Grenzen. Die Wahl erfolgte in einzelnen Gruppen. Diese wurden vom Ministerium nach der Wählerzahl in Standorten und Handel- bzw. Gewerbeklassen festgelegt.
Bei der ersten Kammerwahl am 17. Oktober 1850 wurden auch 7 Juden in die Kammer gewählt, darunter Maximilian Dormitzer, Leopold von Lämel und Moses Porges von Portheim.
Die Kammer wählte einen Präsidenten, der die Kammer nach außen vertrat. Sie finanzierte sich über eine Umlage der Unternehmen im Kammerbezirk. Die Kammer erstellte jährlich einen Haushaltsplan und legte ihn dem Ministerium zur Genehmigung vor. Die Summe wurde durch das Erwerbssteueraufkommen im Steuerbezirk geteilt und der so ermittelte Aufschlag auf die Erwerbssteuer von den Unternehmen eingezogen.
Besondere Bedeutung erlangten sie seit der Wahlrechtsreform von 1873, nach der die Kammern einen Teil der Abgeordneten des Reichsrats wählten. Bis 1906 waren Vertreter der Prager Kammer im Reichsrat vertreten. Auch zum Böhmischen Landtag wurden 15 der 236 Abgeordnete von den böhmischen Handels- und Gewerbekammern gewählt (Prag: 4, Budweis: 2, Reichenberg: 4, Eger: 3, Pilsen: 2).

## Die Sprachenfrage
Die Kammern waren frei darin selbst die Verhandlungssprache zu wählen. Entsprechend der Sprachverteilung im Kammerbezirk wählten Reichenberg und Eger ab 1884 die deutsche und Prag, Pilsen und Budweis die tschechische Sprache.
Bei der Volkszählung 1890 hatten sich in den Kammerbezirken folgende Sprachverteilungen ergeben:
| 0           | Tschechisch | Deutsch   | Andere | Summe     |
| ----------- | ----------- | --------- | ------ | --------- |
| Prag        | 1.694.754   | 111.583   | 466    | 1.806.803 |
| Pilsen      | 578.524     | 194.716   | 128    | 773.368   |
| Budweis     | 517.359     | 139.757   | 104    | 657.220   |
| Reichenberg | 801.955     | 1.030.585 | 148    | 1.832.688 |
| Eger        | 51.596      | 682.370   | 20     | 733.986   |

Bis 1884 hatte sich unter den Kammermitgliedern in allen 5 böhmischen Kammern eine deutsche Mehrheit ergeben. Dies war der Auswahl der Wahlgruppen durch das Handelsministerium und der Tatsache, dass die größeren Steuerzahler überwiegend Deutsche waren, geschuldet.

## In der Tschechoslowakei
Nach dem Ersten Weltkrieg zerfiel Österreich-Ungarn und Böhmen und Mähren wurden als Tschechoslowakei selbstständig. Die Kammern blieben bestehen. Als Geschäftssprache wurde jedoch einheitlich tschechisch vorgeschrieben, der Name der Kammern lautete nun živnostenská komora. Mit Verordnung Nr. 32 vom 20. Januar 1919 des Handelsministeriums wurden die Kammerwahlen ausgesetzt und die Kammern nun als Verwaltungsausschüsse organisiert, die nach dem Stimmergebnis der allgemeinen Wahlen besetzt wurden. In Prag, wo es bereits eine tschechische Mehrheit in der Kammer gab, waren diese Änderungen nicht sehr gravierend. Die ernannten Mitglieder waren überwiegend bereits gewählte Mitglieder gewesen. Von den 48 Mitgliedern waren 12 Deutsche.
Die Kammer in Prag hatte eine besondere Rolle in diesem Transformationsprozess. Da die Zentralbehörden in Wien nun im Ausland lagen, mussten in Prag neue aufgebaut werden. Im Auftrag des Nationalausschusses baute Kammerpräsident František Malynský die provisorische Zentrale der tschechischen Handelspolitik auf.
Die Aufgaben der Kammern waren denjenigen vor dem Krieg ähnlich: Sie waren Beratungsorgan, führten Marken- und Handelsregister, erteilten Zeugnisse und führten Statistiken. Sie wirkten bei der Wahl von Handelsrichtern mit und waren Schiedsgerichte. Statt Handel und Gewerbe waren sie nun in drei Sektionen: Handel, Gewerbe und Industrie eingeteilt.
1936/27 wurde die Zahl der Mitglieder auf 49 erhöht. Die Zusammensetzung war nun:
| 0         | Tschechen | Deutsche | Summe |
| --------- | --------- | -------- | ----- |
| Industrie | 8         | 7        | 15    |
| Handel    | 18        | 5        | 23    |
| Gewerbe   | 11        | 0        | 11    |
| Summe     | 37        | 12       | 49    |

Seit 1920 war die Kammer in Prag Träger der Prager Messe.
Am 20. April 1922 bildeten die Kammern des Landes, darunter die Prager Kammer einen Dachverband, die československých obchodních a živnostenských.
1938 umfasste die Prager Kammer einen Kammerbezirk von 13.220 km² mit 2.457.276 Einwohnern und 104.499 Mitgliedsunternehmen (davon 99.729 tschechische und 3.281 deutsche). Sie war damit die mit Abstand größte böhmische Kammer.

## Nach dem Münchener Abkommen
In Folge des Münchener Abkommens wurde 1938 die Tschechoslowakei zerschlagen. Die überwiegend deutschsprachigen Gebiete, das Sudetenland wurden Teil des Deutschen Reiches, die überwiegend tschechischsprachigen Gebiete bildeten die Rest-Tschechoslowakei. Dies hatte naturgemäß auch Auswirkung auf die Kammerorganisation. Die Kammern in Reichenberg, Eger und Troppau kamen zu Deutschland und wurden in Industrie- und Handelskammern umbenannt. In den Folgejahren teilen sie die Geschichte der deutschen IHKs: Gleichschaltung, Ablösung der Selbstverwaltung der Wirtschaft durch das „Führerprinzip“ und 1942 Eingliederung in die Gauwirtschaftskammer Sudetenland.
Die Kammer in Königgrätz wurde aufgelöst. Die Kammern in der Rest-Tschechoslowakei erlitten erhebliche Verluste ihrer Kammerbezirke. Prag verlor 1.635 Kammermitglieder.
Mit der Besetzung der Rest-Tschechoslowakei und der Bildung des Protektorates Böhmen und Mähren 1939 wurden die Kammern in den Dienst der Kriegswirtschaft gestellt und büßten wie bereits die an Deutschland abgegebenen Kammern die Selbstverwaltung ein.

## Nach dem Zweiten Weltkrieg
Aufgrund der Kriegslage kam die Tätigkeit der Kammern im Lauf des Jahres 1944 zum Stehen. Die Vertreibung der Deutschen führte Anfang 1945 dazu, dass das Personal und die meisten der Mitgliedsfirmen der sudetendeutschen IHKs verloren gingen. Dennoch begann nach Kriegsende der Wiederaufbau der Kammern in der Tschechoslowakei. Eine Anweisung des Ministeriums für Binnenhandel Ref. No. 3/1945 vom 18. Mai 1945 regelte die Wiederaufnahme des Geschäftsbetriebs der Prager Kammer. Ziel der Politik war, den Status vor dem Münchener Abkommen wiederherzustellen. Im Mai ernannte die Regierung Dr. Vojtěch Kuthan als Regierungsbeauftragten für die Prager Kammer. Am 23. Dezember wurde Ivana Petra als Präsident der Kammer Prag ernannt.
Insbesondere die kommunistische Komunistická strana Československa (KSČ) stand der Idee der Wirtschaftsselbstverwaltung durch die Kammern kritisch gegenüber. Eine Abschaffung konnte sie jedoch noch nicht durchsetzen. Nach dem Februarumsturz  Anfang 1948 hatten die Kommunisten die Alleinherrschaft erreicht. Die Präsidenten der Kammer drückten ihre Loyalität mit dem neuen Regime aus, konnten aber das Ende der Kammern nicht verhindert. Mit der Regierungsverordnung Nr. 306 vom 28. Dezember 1948 wurden die Kammern aufgehoben und ihre Aufgaben den Bezirksämtern zugewiesen.

## Persönlichkeiten

### Kammerpräsidenten
- Johann Baptist Riedl (1850–1857)
- Franz Bstroß (1857–1859)
- Andreas Haase Edeler von Wranau (1859–1862)
- Maximilian Dormitzerv (1862–1874)
- Richard Ritter von Dotzauer (1874–1884)
- František Malynský (1917)
- Václav Němec (1919–1925)
- Jan Třebický (1933)
- Vojtěch Kuthan (1945, Regierungsbeauftragter)
- Ivana Petra (1945)

### Von der Kammer in den Reichsrat gewählt
Die Kammer wähle jeweils zwei Abgeordnete in den Reichsrat:
| Name                 | Wahlperiode          | Anmerkung |
| -------------------- | -------------------- | --- |
| Maximilian Dormitzer | V. LP (1873–1879)    | |
| Adolf Schwab         | V. LP (1873–1879)    | |
| Maximilian Dormitzer | VI. LP (1879–1885)   | Mandatsverzicht in der Sitzung am 30. November 1880 verkündet                                                                 |
| Eduard Portheim      | VI. LP (1879–1885)   | am 30. November 1880 angelobt                                                                                                 |
| Adolf Schwab         | VI. LP (1879–1885)   | |
| Wenzel Salášek       | VII. LP (1885–1891)  | 1890 verstorben |
| Ignác Skokánek       | VII. LP (1885–1891)  | am 16. Dezember 1890 als Nachfolger von Wenzel Salášek angelobt                                                               |
| Josef Fořt           | VIII. LP (1891–1897) | am 10. Oktober 1893 als Nachfolger von Wenzel Němec angelobt, Mandatsverzicht in der Sitzung am 10. März 1896 verkündet       |
| Václav Němec         | VIII. LP (1891–1897) | Mandatsverzicht in der Sitzung am 18. Jänner 1892 verkündet                                                                   |
| Václav Sehnal        | VIII. LP (1891–1897) | am 22. Februar 1894 als Nachfolger von Josef Wohanka angelobt                                                                 |
| Josef Wohanka        | VIII. LP (1891–1897) | Mandatsverzicht in der Sitzung am 22. Februar 1894 verkündet, am 15. April 1896 erneut als Nachfolger von Josef Fořt angelobt |
| Lovro Borčić         | VIII. LP (1891–1897) | |
| Josef Brdlik         | IX. LP (1897–1901)   | |
| Rudolf Kitschelt     | IX. LP (1897–1901)   | am 18. Oktober 1899 für Max Mauthner gewählt                                                                                  |
| Giuseppe Basewi      | X. LP (1901–1907)    | Mandatsniederlegung im März 1905                                                                                              |
| Josef Brdlik         | X. LP (1901–1907)    | |
| Bohumil Ryšánek      | X. LP (1901–1907)    | am 15. Februar 1905 für Vaclav Sehnal angelobt                                                                                |
| Václav Sehnal        | X. LP (1901–1907)    | am 17. Jänner 1905 verstorben                                                                                                 |

### Von der Kammer in den Böhmischen Landtag gewählt
Von der Kammer wurden in den Böhmischen Landtag gewählt:
| Jahr | Abgeordneter | Abgeordneter    | Abgeordneter         | Abgeordneter                           |
| ---- | --- | --------------- | -------------------- | -------------------------------------- |
| 1861 | Andreas Haase Edeler von Wranau (nach dessen Rücktritt wählte die Kammer am 6. Dezember 1862 Richard Ritter von Dotzauer nach) | Tempsty         | Franz Xaver Brosche  | Schary                                 |
| 1870 | Richard Ritter von Dotzauer | Anton Richter   | Maximilian Dormitzer | Josef Lippmann Ritter von Lissingen    |
| 1872 | Richard Ritter von Dotzauer | Anton Richter   | Maximilian Dormitzer | Josef Lippmann Ritter von Lissingen    |
| 1878 | Otto Forchheimer | Josef Sobotka   | Ferdinand Urban      | Friedrich Freiherr von Riese-Stallburg |
| 1883 | Otto Forchheimer | Josef Sobotka   | Alexander Richter    | Viktor Riedl                           |
| 1895 | Josef Víšek | Johann Vorlíček | Josef Krejčík        | Josef Wohanka                          |
| 1901 | Josef Jirousek | Wenzel Karela   | Josef Krejčík        | Karl Tichý                             |